# 歌劇少女！！
《歌劇少女！！》是齊木久美子創作的日本漫畫作品。《歌劇少女！》於2012年6月號至2014年11月號在《JUMP改》（集英社）連載。其後因雜誌停刊而改名為《歌劇少女！！》，並於2015年4月號起在雜誌《MELODY》（白泉社）上連載。集英社版再編版《歌劇少女！！Season Zero》於2019年3月5日由花與夢Comics（白泉社）發行。截至2021年6月，該系列包括電子版的累計發行量已超過100萬。

## 故事
創立於大正時代的「紅華歌劇團」是一家僅由未婚女性組成，在美麗的舞台上吸引著人們的心的劇團。在神戶旨在培養劇團成員的「紅華歌劇音樂學校」每年都有女學生突破難關考入學校。第100期學生渡邊更紗將每天為成為充滿希望和衝突的未來之星而奮鬥。

## 登場人物
「聲」是電視動畫版的聲優，「演」是舞台劇版的演員。
渡邊更紗（聲：千本木彩花，演：志田音音）
紅華歌劇音樂學校預科生。身高178cm，四肢柔軟，眼睛明亮的少女。有著天真無邪，什麼都不怕的性格。小時候在外婆的影響下看了紅華歌劇團演出的《凡爾賽玫瑰》，以成為「奧斯卡」為目標。
考入音樂學校時是初中三年級生。
奈良田愛（聲：花守由美里，演：二瓶有加）
紅華歌劇音樂學校預科生。雖然是國民偶像團體JPX48的成員，但因為討厭男性而引起糾紛，最後被迫引退。追求沒有男人的世界而入讀紅華。美麗的外表引人注目，對紅華本身不是很感興趣。
考入音樂學校時是高中一年級生。
杉本紗和（聲：上坂堇，演：佐藤日向）
紅華歌劇音樂學校預科生。以第一名的成績通過入學考試的優秀學生，做事冷靜可靠。其實是紅華的超級粉絲。擁有著高水平的芭蕾實力，因為想成為最喜歡的明星為目標，所以選擇了歌劇的道路。
考入音樂學校合格時是高中一年級生。
星野薰（聲：大地葉，演：新谷姬加）
紅華歌劇音樂學校預科生。飾演原紅華歌劇團女兒的祖母和母親。志願扮演男性角色，在臨近考試資格的年紀如願以償地合格了。雖然專業意識高也很努力，但是和周圍的人強烈的不合。
考入音樂學校合格時是高中三年級生。
山田彩子（聲：佐佐木李子，演：佐佐木李子）
紅華歌劇音樂學校預科生。膽小又大方的少女，想要扮演女兒。在家人的支持下，她進入了從小就夢想的紅華學校。因為對自己沒有自信，所以看到與同學們的實力差距而經常苦惱。
考入音樂學校合格時是高中一年級生。
澤田千夏（聲：松田利冴，演：高橋果鈴）
紅華歌劇音樂學校預科生。千秋的雙胞胎姐姐，希望扮演女兒。很開朗，也很穩重，在重要的場合會退一步的類型。前一年也通過了入學考試，但為了不合格的妹妹，推遲入學再次參加考試。
考入音樂學校合格時是高中一年級生。
澤田千秋（聲：松田颯水，演：和泉風花）
紅華歌劇音樂學校預科生。是千夏的雙胞胎妹妹，希望扮演女兒。性格也很開朗，想到什麼就坦率地表達出來的類型，和千夏關係非常好。有一次考試失敗，對當時推遲入學的姐姐抱有愧疚感。
考入音樂學校合格時是高中一年級生。
野島聖（聲：花澤香菜，演：青山渚）
紅華歌劇音樂學校本科生。本科的副班長，與女役角色的可愛外表不相稱，卻有著腹黑的一面。
中山莉莎（聲：小松未可子，演：石井陽菜）
紅華歌劇音樂學校本科生。負責進一步的指導。性格直爽，說話也很嚴厲，但心裡卻是個溫柔的大姐姐。
竹井朋美（聲：寺崎裕香，演：深澤萌華）
安道守（聲：諏訪部順一，演：佐野瑞樹）
奈良田太一（聲：野島健兒，演：芹澤尚哉）
里美星（聲：七海弘希）
白川曉也（聲：高梨謙吾）
渡邊更紗的男朋友。
白川煌三郎（聲：子安武人）

## 出版書籍
歌劇少女！
於《JUMP改》2012年6月號至2014年11月號期間連載，全2卷。移籍後標題作《歌劇少女！！Season Zero》（日语：かげきしょうじょ!! シーズンゼロ），白泉社於2017年推出集英社版的再編集電子書籍全2卷，後於2019年出版全1卷的新裝版實體書。
| 卷數 | 集英社         | 集英社                 | 長鴻出版社    | 長鴻出版社         | 白泉社 （電子書） | 白泉社 （電子書） | 白泉社 （電子書） | 白泉社 （新裝版實體書） | 白泉社 （新裝版實體書） | 白泉社 （新裝版實體書） |
| 卷數 | 發售日期       | ISBN                   | 發售日期      | ISBN               | 卷數              | 發售日期          | ASIN              | 卷數                    | 發售日期                | ISBN                    |
| ---- | -------------- | ---------------------- | ------------- | ------------------ | ----------------- | ----------------- | ----------------- | ----------------------- | ----------------------- | ----------------------- |
| 1    | 2013年5月10日  | ISBN 978-4-088-79574-4 | 2014年5月20日 | ISBN 9786260046125 | 上                | 2017年8月11日     | B074M4RWGH        | 全                      | 2019年3月5日            | ISBN 978-4-592-21214-0  |
| 2    | 2014年10月17日 | ISBN 978-4-088-79896-7 |               |                    | 下                | 2017年8月11日     | B074M4H5LH        | 全                      | 2019年3月5日            | ISBN 978-4-592-21214-0  |

歌劇少女！！
於2015年4月號開始連載於《Melody》。單行本已發行11冊。
| 卷數 | 白泉社        | 白泉社                 |
| 卷數 | 發售日期      | ISBN                   |
| ---- | ------------- | ---------------------- |
| 1    | 2015年11月5日 | ISBN 978-4-592-21726-8 |
| 2    | 2016年9月5日  | ISBN 978-4-592-21727-5 |
| 3    | 2016年12月5日 | ISBN 978-4-592-21728-2 |
| 4    | 2017年7月5日  | ISBN 978-4-592-21729-9 |
| 5    | 2018年3月5日  | ISBN 978-4-592-21730-5 |
| 6    | 2018年9月5日  | ISBN 978-4-592-21866-1 |
| 7    | 2019年3月5日  | ISBN 978-4-592-21867-8 |
| 8    | 2019年10月4日 | ISBN 978-4-592-21868-5 |
| 9    | 2020年3月5日  | ISBN 978-4-592-21869-2 |
| 10   | 2020年11月5日 | ISBN 978-4-592-21870-8 |
| 11   | 2021年7月5日  | ISBN 978-4-592-22831-8 |
| 12   | 2022年4月5日  | ISBN 978-4-592-22832-5 |
| 13   | 2023年1月4日  | ISBN 978-4-592-22833-2 |

導讀手冊
《かげきしょうじょ!! 公式ガイドブック オンステージ！》白泉社〈花與夢Comics special〉
- 2021年7月5日發售[10]、ISBN 978-4-592-21215-7

## 電視動畫

### 製作人員
- 原作：齊木久美子「歌劇少女！！」[7]
- 監督：米田和弘[7]
- 系列構成：森下直[7]
- 人物設計：岸田隆宏[7]
- 副人物設計：飯田惠理子、高田晃、牧孝雄[7]
- 道具設定：古賀美裕紀[7]
- 總作畫監督：今岡大、高田晃、福永智子、牧孝雄[7]
- 美術設定、美術監督：谷川廣倫[7]
- 色彩設計：坂上康治[7]
- CG監督：江田恵一
- CG製作人：奈良井昌幸
- 攝影監督：淺黃康裕[7]
- 編輯：今井大介[7]
- 音響監督：長崎行男[7]
- 音響效果：今野康之
- 音樂：齊藤恒芳[7]
- 音樂製作人：諏訪豐
- 音樂製作：King Records[7]
- 製作人：諏訪豐、矢田晶子
- 動畫製作人：向峠和喜
- 動畫製作：PINE JAM[7]
- 製作：「歌劇少女！！」製作委員會

### 主題曲
片頭曲
作詞、作曲：，編曲：saji、河合英嗣，主唱：saji。
第1－12話片頭曲。在第13話被用作片尾曲。
片尾曲
作詞、作曲、編曲：齊藤恆芳，主唱：渡邊紗里（千本木彩花）、奈良田愛（花守由美里）。
第2－3、6－7、11話片尾曲。
片尾曲
作詞、作曲、編曲：齊藤恆芳，主唱：杉木紗和（上坂堇）、山田彩子（佐佐木李子）。
第4、10、12話片尾曲。
片尾曲
作詞、作曲、編曲：齊藤恆芳。
主唱（第8話）：星野薫（大地葉）。
主唱（第9話）：澤田千夏（松田利冴）、澤田千秋（松田颯水）。
第8－9話片尾曲。
插曲（第1、4話）
作詞：吉田詩織，作曲、編曲：，主唱：奈良田愛（花守由美里）、小園桃（逢田梨香子）。
插曲「My Sunset」（第5話）
作詞、作曲、編曲：齊藤恆芳，主唱：山田彩子（佐佐木李子）。
插曲（第5話）
作詞、作曲、編曲：齊藤恆芳。
插曲（第8話）
作詞：齊藤恆芳、齊木久美子，作曲、編曲：齊藤恆芳，星野薫（大地葉）。
紅華歌劇音樂學校的校歌。
插曲（第12話）
作詞、作曲、編曲：齊藤恆芳，主唱：山田彩子（佐佐木李子）。

### 各話列表
| 話數     | 日文標題 | 中文標題         | 劇本       | 分鏡     | 演出       | 作畫監督                                                    | 總作畫監督                        | 首播日期      |
| -------- | -------- | ---------------- | ---------- | -------- | ---------- | ----------------------------------------------------------- | --------------------------------- | ------------- |
| 第一幕   |          | 在櫻花飛舞的樹下 | 森下直     | 森田宏幸 | 安藤貴史   | 福永智子、塚本步、日高真由美                                | 牧孝雄                            | 2021年 7月4日 |
| 第二幕   |          | 以銀橋為目標之人 | 森下直     | 北村真咲 | 小笠原一馬 | 龜田朋幸、佐佐木勅嘉、西川真人 加藤洋人、服部益美、松本勝次 | 福永智子                          | 7月11日       |
| 第三幕   |          | 小熊布偶         | 松本美彌子 | 森田宏幸 | 河内修平   | 山中正博、今岡律之、三橋櫻子 今岡大、門智昭                 | 今岡大                            | 7月18日       |
| 第四幕   |          | 充滿淚水的改寫   | 松本美彌子 | 森田宏幸 | 江副仁美   | 牧孝雄、三橋櫻子、日高真由美 茂木海渡、門智昭、塚本步       | 牧孝雄                            | 7月25日       |
| 第五幕   |          | 被選中的少女     | 森下直     | 森田宏幸 | 安藤貴史   | 塚本步、茂木海渡、福井麻記 下地彩加、三橋櫻子、日高真由美   | 高田晃                            | 8月1日        |
| 第六幕   |          | 展露棱角的明星   | 森下直     | 北村真咲 |            | 村木智彥、片出健太                                          | 牧孝雄                            | 8月8日        |
| 第七幕   |          | 花道與銀橋       | 森下直     | 森田宏幸 | 林直孝     | 住本悅子、塚本步、下地彩加 日高真由美、小笠原優、門智昭     |                                   | 8月15日       |
| 第八幕   |          | 薰之夏           | 松本美彌子 | 阿保孝雄 | 江副仁美   | 三橋櫻子                                                    | 福永智子                          | 8月22日       |
| 第九幕   |          | 兩位朱麗葉       | 猪爪慎一   | 北村真咲 |            | 李少雷、HU、 STUDIO MASSKET、、寺尾憲治                     | 福永智子、牧孝雄 今岡律之         | 8月29日       |
| 第十幕   |          | 百年一遇的秋天   | 猪爪慎一   | 北村真咲 | 米田和弘   | 顧銀秋、杭新華、陳峰、陈洁琼 赵小玲、江涌、吴耀             | 牧孝雄、村木智彦 三橋櫻子、今岡大 | 9月5日        |
| 第十一幕 |          | 4/40             | 森下直     | 森田宏幸 | 安藤貴史   | 門智昭、度會龍司、塚本步 住本悅子、茂木海渡、日高真由美     | 今岡律之、牧孝雄 村木智彦         | 9月12日       |
| 第十二幕 |          | 一定會有人       | 森下直     | 阿保孝雄 | 林直孝     | 下地彩加、三橋櫻子、古賀美裕紀 新井博慧                     | 村木智彥、福永智子                | 9月19日       |
| 第十三幕 |          | 歌劇少女！！     | 森下直     | 米田和弘 | 江副仁美   | 福永智子、三橋櫻子、寺尾憲治 塚本步、日高真由美、中屋了     | 今岡律之、牧孝雄 村木智彦         | 9月26日       |

## 外部連結
- 漫畫官方網站 （页面存档备份，存于） （日語）
- 電視動畫官方網站 （页面存档备份，存于） （日語）
- 《歌劇少女！！》官方的X（前Twitter） （日語）
- 《歌劇少女！！》官方的Instagram帳戶 （日語）